# Der Geier – Die Tote mit dem falschen Leben
Der Geier – Die Tote mit dem falschen Leben ist ein österreichischer Kriminalfilm aus dem Jahr 2024 von Christian Werner. Die Hauptrolle spielt Philipp Hochmair. Die Erstausstrahlung im ORF war am 7. September 2024, die deutsche Premiere im ZDF erfolgte am 16. September 2024. Das Drehbuch der Brüder Andreas Lebert und Stephan Lebert basiert auf deren Roman Tutto Bene: Ein Lago-Maggiore-Krimi, den sie unter dem Pseudonym Andrea di Stefano veröffentlicht hatten.
Im September 2024 wurde bekanntgegeben, dass es sich um eine Reihe handelt und die zweite Folge wiederum in Bad Gastein gedreht wird.

## Handlung
Lukas Geier ist ein ehemaliger Kriminalkommissar aus München, der freiwillig aus dem Dienst geschieden ist und nun ein erfolgreicher Musiker ist, nachdem er durch Zufall mit einem großen Hit durch die internationalen Charts gegangen ist.
Um mit seinem alten Leben abzuschließen – in dem er dafür zuständig war, neue Identitäten im Zeugenschutzprogramm zu schaffen – wählt er Bad Gastein als neuen Wohnort aus, den er bereits aus seiner Kindheit und Jugend gut kennt. Außerdem verbindet ihn eine – seit damals andauernde – enge Freundschaft mit Lara Schnee, der attraktiven Besitzerin eines schönen Hotels in der Gegend. Er wiederholt in regelmäßigen Abständen seinen Heiratsantrag, wird jedoch immer wieder von Lara abgewiesen. Geier selbst bewohnt ein altes, abseits gelegenes Haus hoch über dem Gasteiner Tal, das er seinen Bedürfnissen entsprechend umgebaut hat.
Nachdem er einige Jahre als erfolgreicher Musiker gelebt hat, holt ihn sein altes Leben ein.
In einem kurz vor der Wiedereröffnung stehenden Hotel in Bad Gastein wird die Leiche von Elisabeth Bergner aufgefunden, die geschminkt und frisiert in einem Hotelbett liegt. Da auf ihrem Arm die Mobilfunknummer von Lukas Geier geschrieben steht, fällt der erste Verdacht auf den ehemaligen Polizisten. Die ermittelnde Kriminalinspektorin der Salzburger Mordkommission, Franziska Conte, versucht zusammen mit ihrem Kollegen, dem Streifenpolizisten Toni Fitzmann, den Fall aufzuklären. Dabei gewinnt sie schnell den Eindruck, dass Lukas Geier mehr weiß als er zugibt. Dieser beginnt mit eigenen Ermittlungen, da er den Mord mit dem früheren Leben der Toten in Verbindung bringt.
Elisabeth Bergner war verdeckte Ermittlerin bei der Mafia und musste, nachdem sie enttarnt worden war, in den Zeugenschutz. Geier hat ihr vor 16 Jahren eine neue Identität verschafft und fühlt sich für sie und ihr neues Leben verantwortlich. Daher nimmt er wieder Kontakt zu seinem alten Chef, Frank Becker, in München auf und zu der ehemaligen Präsidentin des Verfassungsschutzes, Annemarie Papst. Im weiteren Verlauf wird Frank Becker erschossen, da er die doppelte Identität des Mafiabosses der kalabrischen `Ndrangheta in Deutschland – Angelo Marienthal – aufgedeckt hat, auf den Elisabeth Bergner angesetzt war.
Shabbir, der ebenfalls mit einer von Geier geschaffenen neuen Identität als enger Vertrauter in Geiers Umfeld lebt, unterstützt ihn – auch illegal – bei der Suche nach dem Mörder, indem er beispielsweise den Laptop von Franziska Conte hackt.
Am Ende zeigt sich jedoch, dass es sich um eine Beziehungstat handelt und dass Elisabeth Bergner ihren Mann, Alfred Bolisto, in ihr altes Leben eingeweiht hat. Dieser ertrug es nicht, dass die einzige große Liebe seiner Frau der vermeintliche Mafiaboss Marienthal war. Außerdem hatte sie viele Liebschaften und am Ende auch noch eine Geliebte, der sie eine Wohnung finanzieren wollte. Diese junge Ukrainerin wird ebenfalls von ihm getötet, nachdem er erfahren hat, dass seine Frau ihn verlassen wollte. Die fünfzehnjährige Tochter der beiden, Raffaella Bergner, wird von Lara Schnee liebevoll aufgenommen und beginnt in deren Hotel eine Ausbildung.
Nachdem es im Laufe der Ermittlungen nach anfänglichen Reibereien zwischen Geier und Franziska Conte vorübergehend zu zarten Annäherungen gekommen ist, ist das Ende offen, da er sein Interesse an ihr zum Ausdruck bringt, sie ihn jedoch zurückweist.

## Produktion

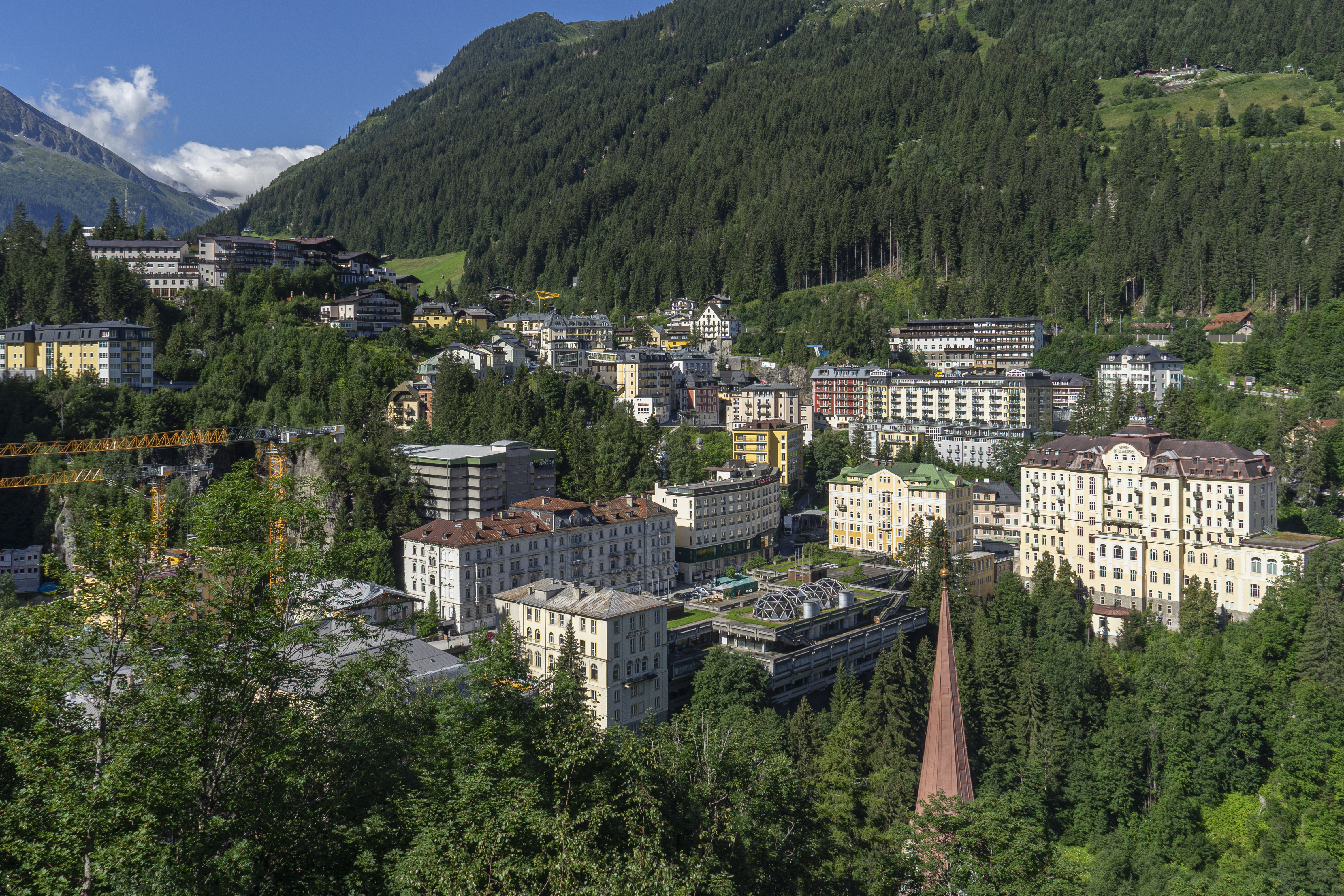
Bad Gastein

Der Film wurde im Juli und August 2023 in Bad Gastein und Umgebung und in Wien von Network Movie und der Graf Filmproduktion im Auftrag des ZDF gedreht und von FISA+,  Austrian Business Agency, Fernsehfonds Austria und dem Land Salzburg gefördert.
Im September 2024 starteten die Dreharbeiten zur Fortsetzung Freund oder Feind.

## Rezeption

### Kritik
Rainer Tittelbach schreibt, dieses doppelte Drama um erfundene Identitäten sei wegen seines Alleinstellungsmerkmals das Herzstück der neuen ZDF-Reihe. Und Philipp Hochmair sei die Idealbesetzung für diesen introvertiert-empathischen Schweiger, der gern weniger verkopft wäre und nicht ewig in seinen Erinnerungen leben würde. (…) Die erste Episode (…) überzeuge als stark gespieltes (Koch, Aulitzky), atmosphärisches Drama. Man sei daher auf die zweite Episode gespannt.
Elmar Krekeler beschreibt die Interaktion zwischen Geier und Conte in der Welt dahingehend, dass das Unsagbare, das Ungesagte zwischen den beiden von Hochmair und Julia Koch als Kommissarin Conte mittels fabelhafter Mimikreduktion ausgedrückt werde. „Dass da etwas funkelt, ist nun wirklich keine Überraschung, wie beiläufig das Zwangsläufige sich ergibt (...).“ Weiterhin schreibt Krekeler, dass nicht alles logisch, noch längst nicht alles auserzählt sei. Aber alles sei schon sehr eigen und sehr melancholisch und sehr schön. „Und man möchte schon wissen, welche Geschöpfe des Geiers als Nächstes auftauchen und ob der Gott des Undercover doch irgendwann Mensch wird.“
Christian Werner äußert sich im Interview mit Fabian Riedner auf Quotenmeter dahingehend, dass die Reihe von den Figuren und ihren emotionalen, zwischenmenschlichen Konflikten lebe. Der Zuschauende könne sowohl über die Hauptfigur Lukas Geier als auch über die starken weiblichen Nebenfiguren in die Geschichte eintauchen. Dabei stehe nicht die Krimistruktur im Vordergrund, die man für das Format trotzdem brauche, sondern vielmehr das persönliche Dilemma des Protagonisten, der sich immer wieder mit den Geistern seiner Vergangenheit auseinandersetzen müsse.
Oliver Armknecht vergab auf film-rezensionen.de drei von zehn Punkten. Der Film habe ein kurioses Szenario, im Anschluss werde es noch unsinniger. Da der Fall selbst nichts tauge, würden nicht einmal die hübschen Bilder der österreichischen Alpen weiterhelfen.

### Quote
Bei der Erstausstrahlung im ORF sahen 664.000 Zuschauer den Film. Der Marktanteil lag bei 33 Prozent.
Die ZDF-Premiere verfolgten 5,74 Millionen Zuschauer, damit lag der Marktanteil bei 23,2 Prozent.